# Antoine Nicolas Duchesne
Antoine Nicolas Duchesne (uitspraak [dyʃɛnə]) (Versailles, 7 oktober 1747 – Parijs, 18 februari 1827) was een Franse botanicus.

## Levensloop
Zijn moeder stierf bij zijn geboorte. Hij werd opgevoed door zijn vader, die een onderlegde man, artiest en architect was. Van zijn vader leerde hij Grieks, Latijn, Engels en Italiaans. Ook heeft hij een rechtenstudie gedaan, omdat zijn vader wilde dat hij een ambtenaar werd.
Op 13-jarige leeftijd zaaide hij al zaden van Fragaria moschata (Grote bosaardbei) uit in de kleine tuin bij zijn vaders huis. De belangstelling voor aardbeien nam toe toen hij in een zaaisel van Fragaria vesca (Bosaardbei) een plant ontdekte met enkelvoudig blad en bleek dat de planten uit zaad van die plant ook enkelvoudig blad hadden. Hij beschreef in 1767 het verschijnsel in een brief aan Carl Linnaeus. Toen bleek dat een plant van dezelfde soort geen uitlopers vormde en dat dit over twee generaties werd doorgegeven, begon hij zo veel mogelijk aardbeimonsters uit andere landen te verzamelen. In 1767 kreeg hij van de tuinman van de botanische tuin van Petit Trianon planten van Fragaria chiloensis die geen vruchten wilden dragen. Deze planten waren in 1714 door Frezier uit Chili Frankrijk ingevoerd. Duchesne onderkende dat het ging om planten met alleen vrouwelijke bloemen. Hij plantte een mannelijke plant van Fragaria moschata naast de vrouwelijke planten voor bestuiving en toonde aan dat niet goede grond en gunstig weer, zoals toentertijd algemeen gedacht werd, maar het stuifmeel vruchtzetting veroorzaakte. Duchesne kreeg uit Brest de soort Fragaria virginiana waar deze voor bestuiving tussen Fragaria chiloensis hadden gestaan. Ook kreeg hij planten van Fragaria ananassa uit Nederland en stelde vast dat deze soort een hybride was van Fragaria virginiana en Fragaria chiloensis.
Duchesne heeft de toentertijd bekende aardbeisoorten in een monografie uitvoerig beschreven en vastgelegd in tekeningen. Daarnaast ging zijn interesse ook uit naar pompoenen. Duchesne was onder andere werkzaam in de parken van het Slot Versailles, waar hij in de botanische tuin van Petit Trianon in de loop der jaren een belangrijke verzameling aardbeien bij elkaar gebracht heeft.
In 1798 werd hij professor natuurlijke historie aan de École centrale du département de Seine et Oise in Versailles en de École Spéciale Militaire de Saint-Cyr. Hij gaf les in biologie, mineralogie, geologie, zoölogie, vergelijkende anatomie, botanie en plantenfysiologie. Vier jaar later werd hij conrector van het Lycée de Versailles. Na zijn pensionering bleef hij actief als secretaris van de Societé d'Agriculture te Versailles. Omstreeks 1813 verhuisde hij naar Parijs waar hij verschillende wetenschappelijke problemen, zoals de oorzaak van steriliteit bij planten, bestudeerde.
Het vroegere geslacht Duchesnea nu Potentilla met de schijnaardbei (Potentilla indica syn. Duchesnea indica) was naar hem vernoemd.

## Publicaties
- Manuel de botanique, contenant les propriétés des plantes utiles, 1764.
- Histoire naturelle des fraisiers contenant les vues d'économie réunies à la botanique et suivie de remarques particulières sur plusieurs points qui ont rapport à l'histoire naturelle générale, Didot jeune, Paris 1766.
- Le Jardinier prévoyant, contenant par forme de tableau, le rapport des opérations journalières avec le temps des récoltes successives qu'elles préparent (11 Bände), Didot jeune, Paris 1770-1781.
- Sur la formation des jardins, Dorez, Paris 1775.
- Monographie sur les citrouilles, l'Encyclopédie Méthodique Botanique, 2 de Lamarck, 1785.

- Bibliothèque nationale de France: cb12459424f (data)
- Author citation (botany): Duchesne
- Gemeinsame Normdatei: 121594963
- International Standard Name Identifier: 0000 0000 6628 7447
- Library of Congress Control Number: nr2004028574
- Nationale Bibliotheek van Israël: 987007299759305171
- Nederlandse Thesaurus van Auteursnamen: 315396415
- SNAC: w6fj2knp
- Système universitaire de documentation: 033760020
- Virtual International Authority File: 14868939
- WorldCat: E39PBJj8JQhMtKFdb6Pjk7kkXd